# フランシス・スプリッグス

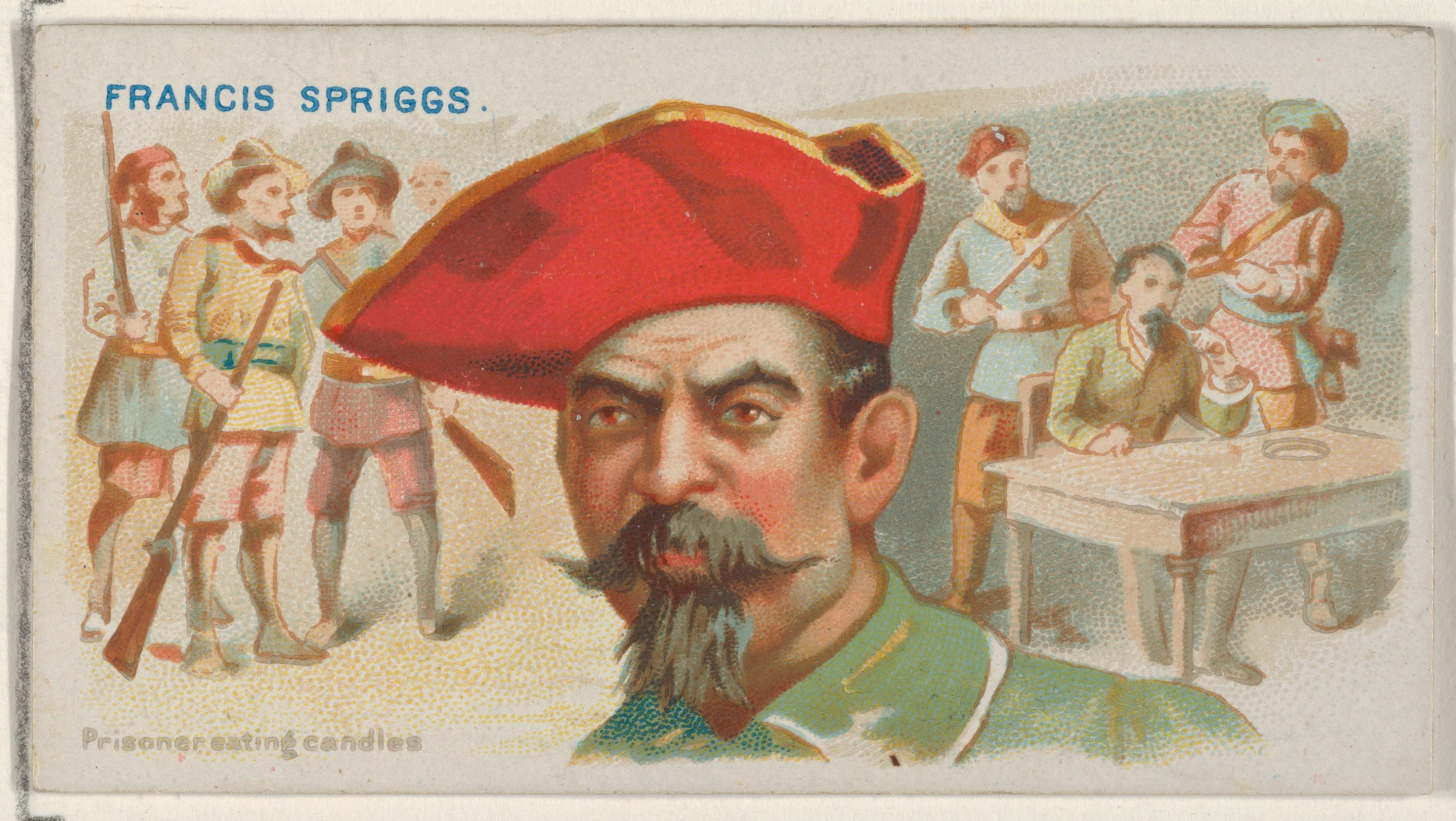
捕虜に蝋燭を食べさせるスプリッグス船長 Allen & Ginterのシガレットカード「Pirates of the Spanish」(N19)シリーズ

フランシス・スプリッグス (Francis Spriggs、1725年没?)は、エドワード・ローやジョージ・ラウザと関わりが深く、1720年代初頭にカリブ海やホンジュラス湾にて活動した英国の海賊である。

## ローの部下として
他の多くの海賊と同様、スプリッグスの生い立ちについては分かっていない。1722年、ローがラウザの一味と別れた時にローに同行した。スプリッグスはかなりの期間ローと共に行動しており、一味の悪事におおいに加担していた。しかし1723年末、ローの一味がギニア沖にてハント船長が指揮するデライト号を拿捕したさい、スプリッグスはこの船に乗ってローの元から離脱してしまった。一味の乗組員が冷淡に人殺しをしたため、スプリッグスはその者を絞首刑にするよう主張したが、ローがこれを拒んだためである。
スプリッグスは離脱した19人の中から船長に選ばれた。一味はジョリー・ロジャーと称する海賊旗を作り、それを掲げて船長と乗組員のために祝砲をあげたのち、獲物を求めて航海に乗り出した。この一味の中には後に独立して海賊船長となるフィリップ・ラインも含まれていた。

## 海賊行為
西インド諸島に向けて航海を始めたスプリッグスの一味はポルトガル籍の船を拿捕したが、その船に与えられたのは掠奪だけにとどまらなかった。スプリッグスはローに負けず劣らず残忍な性質を持つ男で、捕虜たちにとあるゲームを強制した。そのゲームとはマストの周囲に火のついた髑髏を輪のように並べ、その輪の中で捕虜に走らせるというものであった。捕虜が走っている間、海賊たちは輪の外からカトラスやナイフなどの武器で捕虜の体を突き、やがて衰弱してしまうのである。この余興が終わると一味はポルトガル人の船員たちにわずかな物資を与えて放逐し、船には火を放ってしまった。さらに、セントルシア付近でバルバドス籍のスループ船を拿捕し、掠奪したあとで船に火を放った。船員たちには海賊の仲間になるために署名するよう強要し、これを拒否した者には斬りつけるなどの虐待を加えた。
翌日、マルティニーク島の船が一味に拿捕されたがこれは火を付けられずに済んだ。さらにその数日後、ジャマイカから航海してきたホーキンズ船長の船を拿捕し、物資を掠奪し、船内を荒らしまわって悪行の限りを尽くした。そして航海士のバリッジほか数名を仲間に加えたのち数日間連行したあとで放免した。3月27日、パイク船長のロードアイランド籍のスループ船を拿捕し、乗組員全員を海賊船に移乗させた。しかしスループ船の航海士が海賊の仲間になることを拒否すると、一味は彼に「貴様の背中に赦免状を書いてやる」と言い放ち、海賊1人につき10回ずつ鞭で打つという拷問を加えた。
4月2日、新たな獲物を発見した一味は砲撃を加えて投降させるが、それは数日前に解放したばかりのホーキンズ船長の船であった。獲物に値打ちがないと知った一味はひどく失望し、その責任をホーキンズに押し付け、彼らはホーキンズを殴りつけて虐待を加えた。かつてホーキンズの部下だったバリッジがホーキンズの助命を乞うたため命だけは助けられたが、一味は船に火を付けてしまった。しかしそれでは気が収まらなかった一味はホーキンズを脅迫し、皿に盛られた蝋燭を食べるよう強要した。ホーキンズの船に乗っていた他の捕虜たちもこれを強要されたという。一味はホンジュラス湾の近くにある無人島に捕虜たちを置き去りにしたが、この内の1人は一味の虐待がもとで死んでしまった。
その後、一味はウォルター・ムーア船長を待ち伏せるためにセントクリストファー島に向かった。ムーアはかつてブランキラ島にてジョージ・ラウザを襲った男であり、スプリッグスは盟友を死に追いやったこの男を見つけ次第殺してやろうと考えていたのである。しかし結局ムーアは発見できず、マルティニーク島のフランス軍艦に遭遇し逃走を余儀なくされてしまった。
かつてローの操舵手だったころ、スプリッグスはソルガード船長指揮のグレイハウンド号の攻撃に遭い、僚船の船長であるチャールズ・ハリスを失っていた。バミューダ諸島へ北進した一味は、途中でボストン籍のスクーナー船を拿捕し、船員たちにソルガード船長を知っているか質問した。ソルガードを知っていると答えた者には先述のゲームによる虐待を加えた。
6月4日、セントクリストファー島の風上に向かった一味は、トロット船長が指揮するセントユースタシア島籍の船を捕え、気晴らしとして乗組員たちをマストに吊るし上げ、甲板に叩き落とした。彼らの骨は砕けたが、海賊たちはさらに彼らを鞭打って甲板中を追い回した。

## 軍艦からの追跡
その後、ジャマイカのポート・ロイヤル沖にてスループ船を掠奪し、港に碇泊していた軍艦「ダイヤモンド号」と「スペンス号」に追われることとなる。スプリッグスはホンジュラス湾に逃走し、スループ船を捕えてシップトンほか数十名の仲間を加え、当地で10隻から12隻の船を掠奪するが、これらの最中に追跡してきた軍艦の砲撃を受けて再び逃走を余儀なくされる。
1725年、逃走していたスプリッグスの一味は再びバハマ諸島に訪れるが、キューバにてダイヤモンド号と遭遇してしまう。ダイヤモンド号はフロリダの海岸まで海賊船を追い詰め、シップトンの船は座礁し、海賊たちの多数がインディアンに捕まった。インディアンたちはその内の16人を食ってしまったとされる。数十名がハバナに連行され、シップトン以下12人は再び軍艦に追われて陸に逃走した。
難を逃れたスプリッグスはアメリカ本土で船を奪い、海賊行為を続行したが、ロアタン島にてスペンス号に攻撃されてしまった。船に火を放たれて森に逃げたが、その最期は分かっていない。